# 北九州市立吉田小学校
北九州市立吉田小学校（きたきゅうしゅうしりつ よしだしょうがっこう）は、福岡県北九州市小倉南区中吉田一丁目にある公立小学校。

## 沿革
（沿革節の主要な出典は公式サイト）
- 1874年（明治7年） - 偃風小学校分校として開校
- 1877年（明治10年） - 吉田小学校に改称
- 1882年（明治15年） - 吉田初等科小学校に改称
- 1886年（明治19年） - 吉田小学校簡易科に改称
- 1890年（明治23年） - 吉田尋常小学校に改称
- 1907年（明治40年） - 曽根村立吉田尋常小学校に改称
- 1934年（昭和9年） - 曽根町立吉田尋常小学校に改称
- 1941年（昭和16年） - 企救郡立吉田国民学校初等科に改称
- 1942年（昭和17年） - 小倉市立吉田国民学校に改称
- 1947年（昭和22年） - 小倉市立吉田小学校に改称
- 1963年（昭和38年） - 北九州市立吉田小学校に改称
- 1975年（昭和50年） - 北九州市立沼小学校分離開校
- 1980年（昭和55年） - 北九州市立高蔵小学校分離開校
- 1999年（平成11年） - コンピュータ教室完成

## 交通
- 西鉄バス北九州吉田小学校バス停下車、徒歩約3分

## 周辺
- 陸上自衛隊曽根訓練場
- 北九州市立吉田中学校